# Eugeniu Gh. Proca
Eugeniu Gh. Proca (n. 12 ianuarie 1927, Godeni, județul Argeș – d. 7 martie 2004, București) a fost un medic, membru de onoare al Academiei Române, fondator al Societății Române de Urologie.
A efectuat primele transplanturi renale din România.
A fost membru al CC al PCR, fiind ministrul sănătății în perioada 1978 - 1985. Eugeniu Gh. Proca a fost membru în Marea Adunare Națională în sesiunile din perioada 1980-1989.

### Date biografice
Eugeniu Proca a absolvit Liceul Dinicu Golescu din Câmpulung-Muscel în 1945. A urmat cursurile Facultății de Medicină militară din București (1945-1949). După excluderea din Institutul militar, continuă studiile la Facultatea de Medicină din București (1951-1953). Deși șef de promoție, funcționează ca medic într-o mină de cărbuni de pe Valea Trotușului.
În 1953 intră, prin concurs, la Spitalul Panduri. În 1957 și-a susținut teza de doctorat Insuficiența renală acută, iar în 1969 a obținut titlul de doctor docent. Până în 1965, când devine șeful Clinicii de urologie de la Fundeni, parcurge toate etapele didactice numai prin concurs. Între 1963-1964 efectuează un stagiu la Institutul de urologie din Londra iar în 1967 efectuează cinci luni de stagiu la Boston, la Harvard.
În 1989, a reînființat Societatea Română de Urologie (desființată în 1945), al cărui președinte a fost până în aprilie 1999, dovedindu-se un demn urmaș al profesorilor Herescu și Hortolomei; de asemenea,  a reînființat Revista română de urologie.
A fost profesor de clinică chirurgicală urologică la Institutul de Medicină și Farmacie din București (din 1973); rector al Institutului de Medicină din București (1976-1978), ministru al sănătății (1978-1985).
A fost elev al profesorului  Th. Burghele, transferat la Fundeni după decesul profesorului Olănescu. A condus clinica Fundeni timp de 25 de ani, a avut o bogată activitate operatorie cunoscut ca un chirurg temerar, care a introdus în activitatea clinică tehnici noi.
Ca performanțe deosebite,realizarea primelor homo-transplante renale la om în România. Operează împreună cu colectivul clinicii de chirurgie cardio-vasculară Fundeni tumori gigante a rinichiului drept cu invazie în vena cavă inferioară cu tromboză. A înființat primul centru de dializă. Preocupările sale științifice au fost orientate spre cercetarea funcționalității normale și patologice a vezicii urinare, studierii fluxului plasmatic renal, hipertensiunii nefrogene, patologiei glandelor suprarenale. De numele său se leagă inițierea și elaborarea protocoalelor de diagnostic și tratament în tuberculoza aparatului urinar, infecțiile urinare și oncologie urinară, adoptate în întreaga țară.

### Activitate științifică
- realizarea primei dialize în România pentru tratamentul IRA la om, în 1959
- efectuarea primului transplant renal la om în România - 1980
- în colaborare cu clinica de chirurgie cardiovasculară, operează tumori gigante ale rinichiului drept cu invazii în vena cavă inferioară cu tromboză intraluminală plonjantă în atriul drept sub protecția circulației extracorporale
- a efectuat primele operații reconstructive funcționale urologice utilizând tubul digestiv ca material reconstructiv
- cea mai mare statistică în chirurgia endoscopică din țara noastră
- a studiat  aspecte  ale  fertilității  masculine, ale HTA nefrologice, ale patologiei glandelor suprarenale și spațiului retroperitoneal a elaborat metoda de recuperare în maladiile neo-plazice ale aparatului reno-urinar
- a fost coordonatorul Tratatului de Chirurgie

### Activitate publicistică
- Revista Română de Urologie - fondator în anul 1989 și redactor
- Tratatului de Patologie Chirurgicală
- Tratatul de Chirurgie (2 vol.)

Colaborează la:
- Tratatul de Medicină Internă
- Tratatul de Nefrologie
- Tratatul de Practica Medicinii Interne în ambulatoriu

## Distincții
- Ordinul „Meritul Științific” clasa a II-a (7 mai 1981) „pentru rezultatele obținute în îndeplinirea cincinalului 1976–1980, pentru contribuția deosebită adusă la înfăptuirea politicii Partidului Comunist Român de făurire a societății socialiste multilateral dezvoltate în patria noastră, cu prilejul aniversării a 60 de ani de la făurirea Partidului Comunist Român”[3]